# Мусаев, Тешабай
Тешаба́й Муса́ев (узб. Тешабой Мусаев; 10 января 1894 год, Дехкан-кишлак Ошский уезд — 17 января 1990 год, село Дехкан-кишлак, Кара-Суйский район, Ошская область) — хлопковод, бригадир колхоза «Кызыл-Шарк» Кара-Cуйского района Ошской области, Киргизская ССР. Герой Социалистического Труда (1951).

## Биография
Родился в 1894 году в селе Дехкан-кишлак Ошского уезда в крестьянской семье, по национальности узбек.
В дореволюционный период работал батраком у различных баев. С 1932 года трудился полеводом в колхозе «Кызыл-Шарк» Кара-Cуйского района. В 1945 году Т. Мусаев был назначен поливальщиком колхоза. С первого дня работы он упорно добивался высокого урожая хлопка, строго следил за качеством проводимых сельскохозяйственных работ.
В 1950 году бригада Тешабая Мусаева собрал в среднем по 45,6 центнеров хлопка-сырца на участке площадью 310 гектаров. Указом Президиума Верховного Совета СССР от 20 марта 1951 года удостоен звания Героя Социалистического Труда с вручением ордена Ленина и золотой медали «Серп и Молот».
После выхода на персональную пенсию союзного значения в 1969 году проживал в родном селе.
Скончался в 1990 году.

## Награды
- Герой Социалистического Труда (20.03.1951)
- Орден Ленина

## Память
- Школа № 85 в Кара-Суйском районе Ошской области названа в честь Тешабая Мусаева[1]
- В Кара-Суйском районе в его честь названа улица[2]